# エディ・サルセド
エディ・アントニー・サルセド・モーラ（Eddie Anthony Salcedo Mora , 2001年10月1日 - ）は、イタリア・リグーリア州ジェノヴァ県ジェノヴァ出身のサッカー選手。OFIクレタ所属。ポジションはFW。

## クラブ経歴
2001年にコロンビア人の両親の元にジェノヴァで生まれる。2017年に15歳で地元のジェノアCFCのトップチームに昇格し、セリエA2017-18シーズン開幕戦のUSサッスオーロ・カルチョ戦で、いきなりプロデビュー。15歳でプロデビューした新星に、インテルナツィオナーレ・ミラノやACミランといった強豪チームが、サルセドの獲得に早速興味を示した。
2018年7月16日、インテルがミランやユヴェントスFCなどとの争奪戦を制し、買取オプション付きの1年間のローン移籍でサルセドの獲得に成功。加入後早速トップチームのプレシーズンマッチに出場。2018-19シーズンはユースチームで過ごし、シーズン終了後に完全移籍が決定した。
2019年7月、エラス・ヴェローナFCへのローン移籍が決定。11月3日のブレシア・カルチョ戦でプロ初ゴールを決めた。
2020年9月25日、買取オプション付きのローン移籍でエラス・ヴェローナFCに加入する。インテルは買い戻し条項を行使する権利を有する。
2021年8月31日、スペツィア・カルチョへのローン移籍が発表された。
2022年9月1日、SSCバーリへローン移籍した。
2023年1月31日、ジェノアCFCへシーズン終了までローン移籍した。
2023年8月25日、CDエルデンセへローン移籍した。
2024年1月10日、カルチョ・レッコ1912へローン移籍した。
2024年9月11日、OFIクレタへ1年間ローン移籍した。2025年7月2日に完全移籍となった。

## 代表歴
2019年にアルメニアで開催されたUEFA U-19欧州選手権に、U-19のイタリア代表として出場した。